# Brug 23
Brug 23 is een vaste brug in Amsterdam-West.
De brug is gelegen in de Kinkerstraat en overspant de Bilderdijkgracht. Het zag er niet naar uit dat hier een brug zou komen. Er was immers al bij het graven van de Bilderdijkgracht in 1891 een brug aangelegd ter hoogte van de Jacob van Lennepstraat. Probleem bij deze brug was dat deze dermate hoog was, dat hij nauwelijks neembaar was voor verkeer. Het werd toen ook duidelijk dat niet de Jacob van Lennepstraat de belangrijkste verkeersader zou worden, maar de Kinkerstraat. In 1895 kwam daarom de voorloper van deze brug gereed, zodat het verkeer niet meer hoefde om te rijden. In 1926 bleek de brug te instabiel voor het toenmalige verkeer. Er kwam een nieuwe brug van de hand van Piet Kramer, die werd aangelegd in een pakket van acht bruggen voor 670.000 gulden. Een brug van Piet Kramer betekende dat er weer graniet en siersmeedwerk moest worden besteld. De aanbesteding vond plaats in oktober 1928, de bouw begon in februari 1929, waardoor de vaart 36 weken zou worden gestremd. Na de aanleg zorgde de brug slechts eenmaal voor ophef. Door de warme zomer van 1970 sprongen de tramrails krom.
Om het verkeer in de Kinkerstraat te matigen werd de straat aan het eind van de 20e eeuw hier eenrichtingsverkeer, waarbij de ene weghelft (richting stad uit) is gereserveerd voor fietsers en trams en de andere (richting stad in) is gereserveerd voor fietsers, trams en ander verkeer.
Op de brug staat een Vindhek, een kunstinstallatie van Annemieke Weber. Deze kolom van hekwerk stelt mensen in staat gevonden voorwerpen op te hangen en te vinden.

## Brug 23 over Warmoesgracht

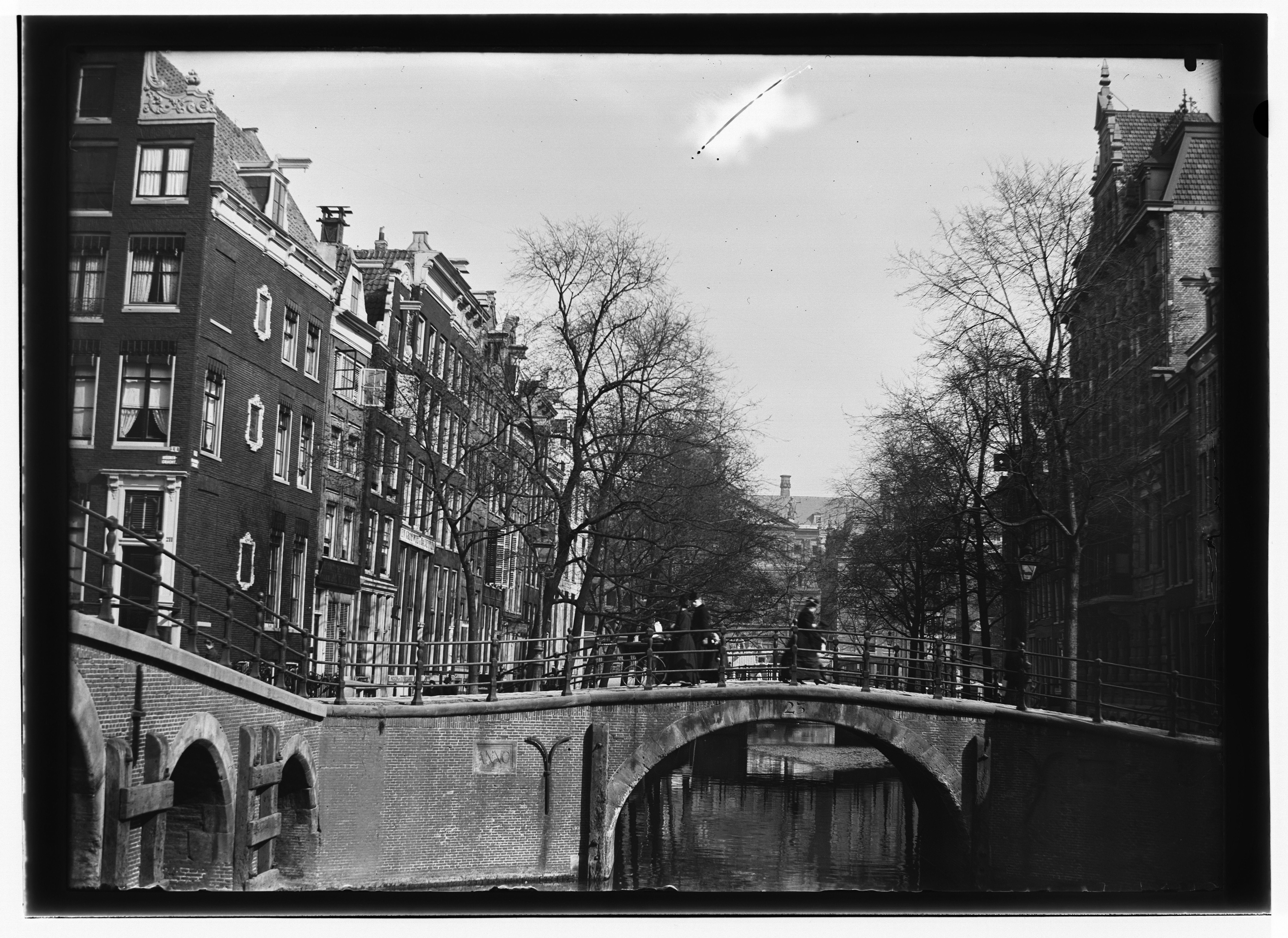
Brug 23 over Warmoesgracht in maart 1894

Het brugnummer 23 was eerder toegewezen geweest aan de brug langs de Herengracht over de Warmoesgracht in het centrum van Amsterdam. Er lag daar al eeuwen een brug. Pieter Bast tekende haar in op zijn kaart uit 1599. Balthasar Florisz. van Berckenrode tekende de brug als een hoge brug met drie doorvaarten/bogen in op zijn kaart van 1625. Dan ligt de brug in de oostelijke kade van de Heere Graft en over de Warmoes Graft. Bij het dempen van de Warmoesgracht in 1894, om plaats te maken voor de Raadhuisstraat, is deze brug gesloopt, zodat het nummer 23 vrij kwam. De fotograaf Jacob Olie heeft nog in maart 1894, enkele maanden voor demping en sloop, een serie foto's van de gracht en de bruggen gemaakt.
1 · 2 · 3 · 4 · 5 · 6 · 7 · 8 · 9 · 10 · 11 · 12 · 13 · 14 · 15 · 16 · 17 · 18 · 19 · 20 · 21 · 22 · 23 · 24 · 25 · 26 · 27 · 28 · 29 · 30 · 31 · 32 · 34 · 35 · 36 · 37 · 38 · 39 · 40 · 41 · 42 · 43 · 44 · 45 · 46 · 47 · 48 · 49 · 50 · 51 · 52 · 53 · 54 · 55 · 56 · 57 · 58 · 59 · 60 · 61 · 62 · 63 · 64 · 65 · 66 · 67 · 68 · 69 · 70 · 71 · 72 · 73 · 74 · 75 · 76 · 77 · 78 · 79 · 80 · 81 · 82 · 84 · 85 · 86 · 87 · 88 · 89 · 90 · 91 · 92 · 93 · 94 · 95 · 96 · 97 · 98 · 99 · >>>
Brugnummers 33 en 83 zijn niet (meer) vergeven